# Принудительная посадка Boeing 737 в Минске
Инцидент с посадкой Boeing 737 в Минске — авиационный инцидент, произошедший 23 мая 2021 года в Беларуси. Авиалайнер Boeing 737-8AS ирландской авиакомпании Ryanair выполнял международный регулярный пассажирский рейс FR4978 по маршруту Афины—Вильнюс, но через 3 минуты после входа в воздушное пространство Беларуси пилотам поступило сообщение от местного диспетчера, что, по сведениям спецслужб Беларуси, лайнер заминирован. За несколько минут до выхода из воздушного пространства Беларуси Боинг развернулся и направился в национальный аэропорт Минск.
После приземления самолёта в аэропорту Минска оперативная группа КГБ Беларуси задержала двух пассажиров: оппозиционного белорусского деятеля Романа Протасевича и его подругу, гражданку России Софью Сапегу. Информация о минировании лайнера не подтвердилась.

## Полёт и посадка
23 мая 2021 года Boeing 737-8AS, регистрационный номер SP-RSM, принадлежавший польской авиакомпании Buzz (дочерней ирландской авиакомпании Ryanair), совершал перелёт из Афин в Вильнюс, рейс FR4978. На его борту находились 6 членов экипажа и 126 пассажиров.
Через 3 минуты после входа в воздушное пространство Беларуси (в 12:33 по местному времени) от белорусских диспетчеров пилотам рейса 4978 поступила информация о бомбе на борту лайнера. В 12:54, после уточнения обстановки и по рекомендации белорусского диспетчера, КВС перенаправил лайнер в национальный аэропорт Минск, несмотря на то, что самолёт находился ближе к Вильнюсу. Позже глава Ryanair Майкл О’Лири заявил, что на пилота оказывалось значительное давление, чтобы заставить его посадить самолёт в Минске: хотя прямого принуждения не было, у пилота не было другой альтернативы, поскольку ему неоднократно отказывали в радиосвязи с авиакомпанией.
В декабре 2021 года стало известно, что бежавший в Польшу диспетчер «Белаэронавигации» Олег Галегов рассказал, что в диспетчерской находился офицер КГБ Беларуси, который «в решающий момент взял под контроль авиадиспетчерскую службу». Этот офицер говорил с кем-то по телефону, сообщая, что происходит с самолётом. Спустя несколько дней спецслужбами Польши была опубликована аудиозапись переговоров диспетчера c экипажем, на которой слышно, как третье лицо на русском языке даёт указания диспетчеру по ведению переговоров (в частности, что рекомендация сажать самолёт в Минске исходит от белорусской стороны).
Сообщалось, что для сопровождения лайнера в минский аэропорт Александр Лукашенко личным распоряжением направил истребитель МиГ-29 ВВС Беларуси; согласно заявлению заместителя командующего ВВС и войсками ПВО Беларуси генерал-майора Андрея Гурцевича, это произошло уже после поворота лайнера в сторону Минска. В дальнейшем информация о сопровождении авиалайнера истребителем и принуждении к посадке не подтвердилась.
В 13:15 (по минскому времени) рейс FR4978 приземлился в Минске, и белорусскими спецслужбами была начата проверка багажа и досмотр пассажиров. Пассажира Романа Протасевича, которого белорусские власти обвиняют в нескольких преступлениях, арестовали. Одновременно с Протасевичем была задержана его подруга — гражданка России, студентка Европейского гуманитарного университета в городе Вильнюсе Софья Сапега. Также, после завершения досмотра, на борт не поднялись трое граждан России, которые сели на самолёт в Афинах Позже выяснилось, что это были 2 гражданина Беларуси и 1 гражданин Греции.
По заявлению Майкла О’Лири, после посадки в самолёт зашли несколько неизвестных лиц с видеокамерами, которые неоднократно пытались заставить экипаж подтвердить на видео, что посадка в Минске была добровольной, однако экипаж отказался это подтверждать.
Через 6,5 часов после приземления в Минске, в 20:48 по местному времени, авиалайнеру было разрешено вылететь, и в 21:25 он благополучно приземлился в аэропорту Вильнюса. В Вильнюсе самолёт встречала премьер-министр Литвы Ингрида Шимоните. Прилетевшие пассажиры отметили, что в Минске при досмотре самолёта им приходилось ждать 2,5 часа без воды, возможности пользоваться туалетом и мобильными телефонами.

### Дальнейшие события

#### Роман Протасевич
В 2020 году Роман Протасевич был внесён белорусскими властями в список «лиц, причастных к террористической деятельности» за участие в антиправительственных протестах. Тихановская заявила, что Протасевичу «грозит смертная казнь» в Беларуси.
В июне 2021 года Роман Протасевич был переведён под домашний арест. В январе 2022 года Роман Протасевич заявил, что покинул место, где содержался под домашним арестом, и устроился на работу в правозащитный центр. 9 мая 2022 года Протасевич написал пост, в котором сообщил, что их отношения с Софьей Сапегой окончены и на момент написания поста он женат.
В мае 2023 года Протасевич был приговорён к восьми годам колонии, но вскоре он получил помилование.

#### Софья Сапега
«BBC» со ссылкой на мать Софьи Сапеги Анну Дудич сообщило, что её дочь, которую накануне задержали, находится в минском изоляторе временного содержания на Окрестина. 25 мая Софья была арестована решением суда на 2 месяца по неизвестному на тот момент обвинению.
В июне 2021 года Софья Сапега была переведена под домашний арест. 6 мая 2022 года Софья Сапега была приговорена по семи статьям Уголовного Кодекса Беларуси к шести годам колонии. 7 июня 2023 года Сапега была помилована, после чего передана делегации Приморского края.

#### Иные участники
Относительно не поднявшихся на борт в Минске 4 россиян генеральный директор авиакомпании Ryanair предположил, что они, по всей видимости, являлись сопровождающими Протасевича сотрудниками КГБ. Президент Беларуси Александр Лукашенко сообщил, что в Минске трое пассажиров сошли для того, чтобы не возвращаться в Беларусь из Вильнюса.

## Реакции

### Международная
Генеральный секретарь НАТО Йенс Столтенберг назвал посадку «серьёзным, опасным инцидентом, который требует международного расследования», и потребовал безопасного возвращения экипажа и пассажиров.
ИКАО выразила глубокую озабоченность по поводу «очевидной посадки самолёта под принуждением». В твите ИКАО утверждалось, что принуждение к посадке могло быть нарушением Чикагской конвенции.
«Репортёры без границ» призвали к международным санкциям за «государственное вероломство».

#### Европейский союз
Председатель «Европейской народной партии» Дональд Туск обвинил Лукашенко в «акте государственного терроризма» и потребовал немедленного и решительного ответа со стороны всех европейских правительств и институтов.
Представитель ЕС по иностранным делам Жозеп Боррель заявил, что «пассажиры должны иметь возможность немедленно продолжить своё путешествие».
Президент Европейской комиссии Урсула фон дер Ляйен назвала инцидент «совершенно неприемлемым», заявив, что «любое нарушение правил международного воздушного транспорта должно иметь последствия».
Президент Совета ЕС Шарль Мишель выразил обеспокоенность и призвал освободить всех пассажиров.

### Национальные
Президент Литвы Гитанас Науседа обвинил белорусские власти в проведении «отвратительной акции». Он также сказал: «Я призываю союзников по НАТО и ЕС немедленно отреагировать на угрозу, которую представляет для международной гражданской авиации белорусский режим. Международное сообщество должно предпринять немедленные шаги, чтобы это не повторилось». Кроме того, премьер-министр Литвы Ингрида Шимоните на своей короткой пресс-конференции в Вильнюсском аэропорту заявила, что в воскресенье Генеральной прокуратурой Литвы начато досудебное расследование по факту насильственного захвата самолёта и запрещённого международным правом обращения с людьми. Также Литва призвала партнёров по Европейскому союзу признать инцидент с самолётом ирландской авиакомпании Ryanair нарушением правил Международной организации гражданской авиации (ICAO), приостановить членство Беларуси в этой организации и рассмотреть совместную рекомендацию ЕС избегать воздушного пространства Беларуси в будущем. Министр транспорта Литовской республики Марюс Скуодис сообщил, что с полуночи 25 мая Литва перестанет принимать следующие в Литву рейсы с маршрутом, пролегающим над территорией Беларуси.
Премьер-министр Польши Матеуш Моравецкий назвал инцидент «беспрецедентным актом государственного терроризма, который не может остаться безнаказанным». Генеральный прокурор Польши Збигнев Зёбро поручил начать расследование по факту «принуждения самолёта Ryanair к приземлению в Минске». Причина — подозрение в преступлении, связанном с «использованием обмана и угроз для установления контроля над самолётом и лишения свободы его пассажиров». Речь идёт о статьях 166 («Захват водного или воздушного судна») и 189 («Незаконное лишение свободы») УК Польши (самолёт принадлежит польскому отделению авиакомпании Ryanair).
Министр иностранных дел и обороны Ирландии Саймон Ковни сообщил, что экипажу было «фактически приказано» приземлиться в Минске. Он назвал произошедшее похищением человека «режимом, управляемым диктатором».
Президент США Джозеф Байден охарактеризовал принудительную посадку самолёта как прямой вызов международным нормам, назвал инцидент и последующее видео с Протасевичем постыдными посягательствами на политическое инакомыслие и свободу прессы и призвал освободить журналиста. Госсекретарь США Энтони Блинкен заявил, что Вашингтон решительно осуждает инцидент с экстренной посадкой самолёта авиакомпании Ryanair в Минске и требует немедленно освободить задержанного белорусского журналиста Романа Протасевича. Министр транспорта Пит Буттиджич объявил, что администрация Байдена и Федеральное управление гражданской авиации оценивают, безопасно ли американским авиалиниям продолжать летать в белорусском воздушном пространстве.
«Шокирует то, что Запад называет случай в воздушном пространстве Белоруссии „шокирующим“. Либо должно шокировать всё — от принудительных посадок в Австрии самолёта президента Боливии по запросу США и на Украине после 11 минут взлёта белорусского борта с активистом антимайдана, либо не должно шокировать аналогичное поведение других», — написала официальный представитель МИД РФ Мария Захарова в социальной сети Facebook.
Официальный представитель МИД Украины Олег Николенко заявил, что Киев требует от Минска освободить Романа Протасевича и расценивает случившееся как «очередную атаку на свободу слова со стороны белорусских властей». Президент Украины Владимир Зеленский поручил кабинету министров подготовить решение о прекращении авиасообщения между Украиной и Беларусью, после чего оно было остановлено.
В МИДе Словакии также призвали немедленно освободить задержанного оппозиционера Романа Протасевича и его девушки, а также провести объективное, тщательное, независимое расследование инцидента с участием международных экспертов и наказать виновных.
МИД Чехии выразил протест послу Беларуси в Праге в связи с экстренной посадкой самолёта Ryanair в Минске.
Глава МИД Франции Жан-Ив Ле Дриан назвал ситуацию с самолётом ирландской авиакомпании Ryanair в Беларуси неприемлемой и призвал Европу к жёсткому и единому ответу. «Угон рейса Ryanair белорусскими властями недопустим. Нужна твёрдая и единая реакция европейцев» — отметил он в социальной сети Twitter.
Госсекретарь Германии Мигель Бергер потребовал от белорусских властей «немедленных объяснений».
Заместитель премьер-министра Бельгии и министр иностранных дел Софи Вильмес назвала высадку «неприемлемой» и выразила обеспокоенность.
МИД Болгарии заявил о том, что принудительная посадка самолёта Ryanair в Минске является серьёзным нарушением международных норм. МИД Болгарии призвал немедленно разрешить Роману Протасевичу продолжить свою поездку в Вильнюс.
Министр иностранных дел Латвии Эдгарс Ринкевичс назвал инцидент «противоречащим международному праву» и сказал, что реакция должна быть «решительной и эффективной». В ответ на принудительную посадку в Минске самолёта Boeing 737 и арест Романа Протасевича, 24 мая на одной из центральных площадей Риги у гостиницы, где были вывешены флаги стран-участниц чемпионата мира по хоккею и среди прочих проживает белорусская хоккейная команда, министр иностранных дел Латвии Эдгар Ринкевич и председатель Рижской думы Мартиньш Стакис сменили официальный красно-зелёный флаг Беларуси на бело-красно-белый триколор, используемый белорусской оппозицией. Это решение поддержал президент Латвии Эгилс Левитс, подчеркнув при этом, что «Латвия не признаёт правящий режим соседнего государства». После заявления Рене Фазеля об аполитичности международной хоккейной организации и недопустимости какого-либо нахождения рядом с флагами, не представляющими ФХРБ или Республику Беларусь, какой-либо символики ИИХФ, властями Риги было принято решение о снятии в указанных местах флагов ИИХФ и проходящего чемпионата мира, в котором используется символика международной федерации. Депутат Сейма Латвии Айгарс Бикше предложил Латвии в качестве ответной меры задержать сборную Беларуси по хоккею, в настоящее время принимающую участие в Чемпионате мира по хоккею в Риге; задержанных хоккеистов, по мнению Бикше, можно было бы обменять на латвийско-белорусской границе на всех белорусских политических заключённых.

### Обвинения в воздушном пиратстве
Глава авиакомпании Ryanair Майкл О’Лири обвинил власти Беларуси в «государственном угоне», назвав инцидент «воздушным пиратством» (англ. state sponsored piracy). Он также предположил, что на борту самолёта были агенты белорусского КГБ.
МИД Греции назвал посадку самолёта Ryanair в Минске актом «государственного авиапиратства».
20 января 2022 года Минюст США выдвинул обвинения в воздушном пиратстве против белорусских официальных лиц, причастных к инциденту. Обвинения были предъявлены гражданам Беларуси Леониду Чуро и Олегу Казючицу, а также двум сотрудникам органов государственной безопасности Беларуси, лично сообщившим диспетчерам о ложной угрозе бомбы на борту самолёта. Обвиняемые сослались на якобы поступившее диспетчеру сообщение о бомбе на борту самолёта, чтобы заставить пилота приземлиться в аэропорту Минска, хотя на самом деле бомбы на борту самолёта не было. В случае рассмотрения дела в американском суде обвиняемым грозит пожизненное заключение.

### Публикации и независимые расследования
Сразу же после инцидента 23 мая лидер белорусской оппозиции Светлана Тихановская призвала ИКАО провести расследование причин инцидента и принять меры вплоть до исключения Беларуси из ИКАО.
Перед вылетом самолёта из Афин Протасевич сообщил, что заметил за собой слежку. 27 мая премьер-министр Греции Кириакос Мицотакис заявил, что подтвердить факт слежки не удалось и «нет никакого свидетельства о том, что на борту были агенты». В то же время, после просмотра записей с камер видеонаблюдения в отелях и в афинском аэропорту сотрудник МВД Греции, попросивший не называть своего имени, подтвердил, что за Романом Протасевичем и его девушкой Софьей Сапегой следили не менее трёх сотрудников спецслужб с российскими паспортами, действовавшие в интересах Беларуси.
Тадеуш Гичан, участник Telegram-канала «Nexta», который ранее редактировал Протасевич, сказал, что на борту самолёта находились сотрудники белорусского КГБ, которые «инициировали драку с экипажем Ryanair», настаивая на том, что на борту самолёта было самодельное взрывное устройство. Пресс-секретарь государственного предприятия «Аэропорты Литвы» Лина Безине сообщила агентству AFP, что в Национальном аэропорту Минска заявили, будто рейс был изменён «из-за конфликта между членом экипажа и пассажирами», но один из пассажиров рейса рассказал, что никакого конфликта между экипажем и пассажиром на борту не было.
Белорусское правительственное информационное агентство БелТА заявило, что пилоты просили приземлиться в Минске, но, по словам представителя Ryanair, цитируемого российской газетой «Новая газета», именно белорусские авиадиспетчеры проинформировали экипаж самолёта об угрозе и приказали им изменить курс на Минск. Белорусский телеканал «Беларусь 1» продемонстрировал отрывки записей переговоров, в которых поменял местами слова диспетчера и пилота с целью создать впечатление, что решение сажать самолёт в Минске принял экипаж (якобы на вопрос диспетчера о перенаправлении «Чья это рекомендация?» пилоты будто бы ответили: «Это наша рекомендация»). Однако позже из расшифровок переговоров, опубликованных Департаментом по авиации Минтранса Беларуси днём 25 мая, стало известно, что рекомендация посадки в Минске исходила от белорусских властей: фразу «This is our recommendations» (искаж. англ. «Это наша рекомендация») произносит сотрудник службы управления воздушным движением.
Белорусские споттеры разместили видео, на котором якобы запечатлён МиГ-29 (вооружённый ракетами класса «воздух-воздух»), который перехватил самолёт. В дальнейшем информация о перехвате самолёта истребителем не подтвердилась.
Российский авиационный эксперт Вадим Лукашевич отметил, что курс полёта FR4978 над Беларусью 23 мая стал необычным ещё до разворота: на основе необработанных данных Flightradar24 он утверждал, что самолёт не начинал снижаться над Беларусью, хотя обычно это происходит при подготовке к посадке в Вильнюсе. Он предположил, что необычный маршрут может указывать на то, что пилоты самолёта пытались сохранить исходное направление, чтобы как можно скорее попасть в воздушное пространство Литвы, но были вынуждены отклониться от курса после вмешательства белорусского реактивного истребителя (информация об истребителе не подтвердилась). По мнению пилота, командира Airbus A320 Андрея Литвинова, движение самолёта до разворота на нетипично большой для завершающей фазы полёта высоте без снижения говорит не о попытке уйти от преследования истребителем, а о том, что белорусский диспетчер не давал пилоту самолёта разрешения на снижение, хотя должен был сделать это, чтобы дальше перевести самолёт на литовского диспетчера.
24 мая 2021 года на пресс-конференции директор Департамента по авиации Министерства транспорта и коммуникаций Республики Беларусь Артём Сикорский зачитал сообщение о минировании, полученное минским аэропортом 23 мая якобы от ХАМАС. В нём содержалась угроза взорвать самолёт над Вильнюсом и были выдвинуты требования к Израилю («прекратить огонь в секторе Газа») и Европейскому союзу (прекратить поддержку Израиля). В тот же день представитель ХАМАС Фавзи Бархум заявил о непричастности группировки к угрозе минирования самолёта.
25 мая 2021 года белорусский Департамент по авиации опубликовал расшифровку радиопереговоров между белорусской службой управления воздушным движением и рейсом FR4978. Согласно этой расшифровке, белорусский диспетчер, сказав пилотам об угрозах взорвать самолёт над Вильнюсом, первоначально сообщил, что информация о минировании самолёта получена от «специальных служб», а затем заявил, что сотрудники службы безопасности аэропорта получили письмо по электронной почте. В ответ на вопрос пилота о том, какой аэропорт получил эту угрозу — Вильнюсский или Афинский, диспетчер заявил, что сообщение о минировании самолёта получило «несколько аэропортов» (впоследствии Александр Лукашенко заявил, что сигнал о минировании поступил одновременно в Афины, Минск и Вильнюс). Далее белорусский диспетчер неоднократно рекомендовал пилотам перенаправить самолёт в минский аэропорт.
По данным совместного расследования центра «Досье» с «Der Spiegel» и «The Daily Beast» выяснилось, что электронное письмо от «Ахмеда Юрланова» с сообщением о минировании самолёта было получено администрацией «Литовских аэропортов» в 12 часов 25 минут, а минским аэропортом — в 12 часов 57 минут — через 23 или 24 минуты после того, как информация об этом письме была передана диспетчером пилоту (12:33—12:34). Швейцарский интернет-провайдер «Proton Technologies AG» позже подтвердил, что сообщение о минировании самолёта авиакомпании Ryanair было отправлено уже после того, как борт развернулся в сторону Минска.
8 декабря 2021 года в газете New York Times со ссылкой на источники в польских спецслужбах была опубликована информация о том, перешедший летом 2021 году границу Беларуси и Польши диспетчер минского аэропорта Олег Галегов, контролировавший ход полёта рейса Ryanair, заявил, что посадка в Минске была спецоперацией белорусских спецслужб, во время инцидента с самолётом Ryanair в диспетчерской находился офицер КГБ, который в решающий момент взял под контроль авиадиспетчерскую службу. Также Польшей была опубликована запись переговоров экипажа Ryanair с диспетчером и третьим лицом, являющимся, по данным польских спецслужб, сотрудником КГБ Беларуси. В Беларуси заявили, что в записи имеются признаки монтажа, что голос третьего неустановленного лица принадлежит руководителю полётов минского районного диспетчерского центра Евгению Цыганову, который и принял решение установить «красный» код опасности, а также что Олег Галегов уехал с семьёй в запланированный отпуск в Тбилиси, но не вернулся оттуда.

## Юридический аспект
Вся система международного воздушного сообщения опирается на Чикагскую конвенцию и Соглашение о транзите по международным воздушным линиям, предусматривающие право пересечения воздушного пространства третьих стран без посадки. По данным соглашениям при пролёте над территориями других государств воздушное судно сохраняет юрисдикцию страны регистрации. Вмешательство в полёт является дипломатическим инцидентом со страной регистрации (в данном случае самолёт принадлежал польскому отделению авиакомпании Ryanair и был зарегистрирован в Польше). Решение Беларуси перехватить пассажирский авиалайнер в своём воздушном пространстве и силой принудить его к посадке являлось бы нарушением этих соглашений. Однако эти и другие соглашения о свободе воздухоплавания Беларусь не подписывала.
Согласно другим источникам, гражданские лайнеры, находящиеся над территорией страны, не обладают экстерриториальностью и подчиняются законодательству той страны, где они в данный момент находятся[страница не указана 1425 дней]. Их владельцы возмещают ущерб, так или иначе причинённый объектам на поверхности пересекаемой страны[уточнить].

## Последствия и санкции
По данным агентства «Bloomberg», новые ограничительные меры Евросоюза в отношении Беларуси могли включать запрет наземных транзитных перевозок через территорию Беларуси в страны ЕС.
Глава Еврокомиссии Урсула фон дер Ляйен объявила о заморозке финансовой помощи Беларуси на 3 миллиарда евро до тех пор, пока страна «не станет демократической».
Участники саммита ЕС приняли решение о запрете на полёты на свою территорию для белорусских авиакомпаний, а также рекомендовали европейским перевозчикам не летать над воздушным пространством Беларуси. Польша запретила белорусским авиакомпаниям летать через своё воздушное пространство. С 5 июня 2021 года ЕС запретил всем государственным белорусским авиакомпаниям полёты над территорией Евросоюза.
Министр иностранных дел Великобритании Доминик Рааб назвал высадку «необычайной акцией» и упомянул «серьёзные последствия» — он сообщил о том, что Великобритания отозвала разрешение белорусской авиакомпании «Белавиа» на выполнение рейсов в Соединённое Королевство. Также власти Великобритании рекомендовали своим авиакомпаниям облетать территорию Беларуси «ради безопасности пассажиров».
Министр иностранных дел Латвии Эдгарс Ринкевичс назвал инцидент «противоречащим международному праву» и сказал, что реакция должна быть «решительной и эффективной». В понедельник 24 мая, в Риге, возле гостиницы «Radisson Blu Hotel Latvija», где были вывешены флаги стран-участниц чемпионата мира по хоккею-2021, государственный флаг Беларуси был заменён на бело-красно-белый. Флаг у гостиницы, где также проживает белорусская хоккейная команда, сменили министр иностранных дел Эдгар Ринкевич и председатель Рижской думы Мартиньш Стакис. В ответ на это власти Беларуси потребовали от всех сотрудников посольства Латвии в Беларуси покинуть страну в течение 24 часов. Рига заявила об ответной высылке дипломатов и попросила сотрудников посольства Беларуси в Риге покинуть страну.
3 июня 2021 года США возобновили ранее приостановленные санкции (полные блокирующие ограничения) против девяти белорусских госпредприятий нефтехимии («Белорусский нефтяной торговый дом», НПЗ «Нафтан», «Белнефтехим» и его американский филиал, «Белшина», «Гродно Азот», «Гродно химволокно», «Лакокраска» и «Полоцк-стекловолокно»), а также ввели персональные санкции в отношении представителей белорусских властей. Формально блокирующие санкции в отношении крупнейших белорусских предприятий США ввели ещё в 2011 году.
Депутат Московской городской думы от партии «Яблоко» Сергей Митрохин обратился к главе Следственного комитета России Александру Бастрыкину с требованием возбудить уголовное дело в отношении президента Беларуси Александра Лукашенко из-за действий в отношении россиянки Софьи Сапеги и посадки самолёта авиакомпании Ryanair. Депутат потребовал допросить Лукашенко во время его визита в Сочи 28 мая 2021 года. Обращение было опубликовано на сайте радиостанции «Эхо Москвы».
Сербия сначала заявила, что оставляет небо открытым для белорусских самолётов, однако 21 июня 2021 года также объявила о его закрытии.
21 июня 2021 года главы МИД Евросоюза согласовали ограничения против и восьми компаний и 78 физлиц (сотрудников белорусских Минобороны, Минтранса, военных, журналистов государственных СМИ, депутатов, ректоров университетов), которым запретили въезд в ЕС и заморозили активы. В числе лиц, попавших под персональные санкции, оказались российский олигарх Михаил Гуцериев и средний сын президента Беларуси — председатель «Президентского спортивного клуба» Дмитрий Лукашенко.
24 июня 2021 года в связи с нарушениями прав человека в Беларуси, репрессиями против гражданского общества, демократической оппозиции и журналистов, а также принудительной посадкой в Минске самолёта ирландской авиакомпании Ryanair и последующим задержанием журналиста Романа Протасевича и его девушки Софии Сапеги, Совет Европейского союза утвердил секторальные санкции против Республики Беларусь. Запрещается поставка в Беларусь оборудования, технологий или программного обеспечения, основное назначение которых — мониторинг или перехват телефонных и интернет-коммуникаций, а также товаров и технологий двойного назначения для военного использования. Ограничивается торговля нефтепродуктами, хлоридом калия и товарами, необходимыми для производства табачных изделий.

## Расследование ИКАО
18 января 2022 года ИКАО выпустила отчёт об установлении фактов инцидента с посадкой Boeing 737 в Минске. Отчёт был направлен в адрес государств-членов организации и открыто не публиковался, хотя некоторые издания смогли получить копию отчёта и опубликовали краткое изложение:
- Так как ни во время предполётного досмотра, ни после полёта бомба, сообщение о которой явилось причиной посадки самолёта в Минске, не была обнаружена, следует считать, что информация о бомбе являлась ложной и была распространена неустановленным источником умышленно.
- Согласно ответу почтового провайдера, предоставленного властям Литвы, всего были направлены 6 писем с идентичным сообщением о заложенной на борту бомбе: в аэропорты Вильнюса, Минска, Софии, Бухареста, Киева и Афин. В аэропорт Вильнюса первое письмо было направлено в 12:25 по местному (белорусскому) времени, в Афины — в 12:26, в Софию письмо поступило в 12:27, в Бухарест — в 12:28, в Киев — в 12:34, в Минск — в 12:56. В аэропорту Вильнюса письмо было обнаружено на следующий день, в аэропортах Киева и Афин письма не были получены. Переданное в 12:33 диспетчером минского аэропорта на борт самолёта сообщение о том, что письмо с угрозами было отправлено в несколько аэропортов, является корректным, при этом не установлено, откуда к тому моменту диспетчер мог получить информацию.
- Белорусскими властями был представлен скриншот письма о заложенной бомбе, которое, по их утверждению, было получено в 12:25. Однако Минск отказался предоставить письмо в исходном формате, включающем техническую информацию, позволяющую провести проверку времени отправки этого письма. В свою очередь, провайдер электронной почты, обслуживающий минский аэропорт, не подтвердил получение письма в 12:25: по его данным, получено было только письмо в 12:56. При отсутствии данных о первом письме предлагается считать, что в Минске получили информацию о бомбе на борту самолёта каким-то другим, неизвестным ИКАО способом.
- Решение о посадке в Минске было принято экипажем самолёта после получения сообщения о «красном» коде опасности на борту, при которой самолёт должен приземляться в ближайшем аэропорту. Диспетчер не сообщил экипажу о том, кем был установлен такой код опасности, связь борта с авиакомпанией Ryanair не была установлена (хотя экипаж просил обеспечить соединение, белорусские власти не предоставили доказательств того, что пытались связаться с Ryanair) — учитывая то, что степень угрозы обычно устанавливается авиакомпанией, экипаж, скорее всего, решил, что «красный» код опасности установили оперативные службы Ryanair и передали информацию о ней через диспетчера минского аэропорта. Возможно, при установлении связи между экипажем и авиакомпанией решение приземляться в Минске не было бы принято.
- Истребитель МиГ-29, сопровождение которым гражданского борта широко обсуждалось в СМИ в контексте возможного принуждения к посадке, совершил взлёт с аэродрома в Барановичах, когда самолёт Ryanair находился от него в 130 километрах и уже готовился заходить на посадку в аэропорту Минска. Пилоту военного самолёта была поставлена задача контролировать радиообмен, помогать в случае необходимости поддерживать связь диспетчера с лайнером и предотвратить теракт любого рода над Минском. Истребитель не сопровождал и не перехватывал гражданский рейс, между его пилотом и экипажем борта Ryanair не было радиообмена. Когда самолёт Ryanair совершил посадку в Минске, МиГ-29 находился от него в 55 километрах.
- Белорусские власти несколько раз отошли от выполнения стандартных процедур: КГБ Беларуси в случае с рейсом Ryanair не ввёл режим антитеррористической операции, несмотря на сообщение о бомбе на борту, а во время обыска, проводимого на самолёте, в самолёте оставался один из членов экипажа, хотя правила безопасности требуют, чтобы и пассажиры, и экипаж в случае угрозы взрыва покинули самолёт.

## Подобные события
- Принудительная посадка в 2010 году двумя истребителями ВВС Ирана самолёта Boeing 737-300 авиакомпании «Исток-авиа», который летел по маршруту Дубай—Бишкек. На борту самолёта с поддельным паспортом гражданина Афганистана находился лидер сепаратистской организации белуджских суннитов «Джундалла» (Воины Аллаха) или «Движение народного сопротивления Ирана» Абдулмалик Риги, задержанный после посадки и казнённый через 4 месяца после ареста[137][138].
- Инцидент с посадкой самолёта Эво Моралеса в Вене (июль 2013 года).
- Инцидент с посадкой Boeing 737 в Киеве (октябрь 2016 года).
- Инцидент с «вагнеровцами» (июль 2020) — сорванная спецоперация СБУ при поддержке ЦРУ по задержанию боевиков ЧВК «Вагнер» путём принудительной посадки самолёта с ними на борту на Украине.

### Комментарии
1. ↑  Самолёт принадлежит польскому отделению Ryanair
2. ↑  По заявлению президента Беларуси Александра Лукашенко, поводом для сообщения о минировании стало электронное письмо от предполагаемых террористов. О получении такого письма на английском языке на электронную почту минского аэропорта сообщил глава Департамента по авиации Министерства транспорта и коммуникаций Республики Беларусь Артём Сикорский после того, как самолёт был посажен в Минске.

Однако швейцарская компания «Proton Technologies», предоставляющая услуги защищённой электронной почты, официально подтвердила, что письмо с угрозой, на которое ссылались власти Беларуси, было отправлено через 24 минуты после того, как о минировании сообщили командиру экипажа рейса 4978[8].
3. ↑  Леонид Чуро в момент совершения преступления являлся генеральным директором белорусского государственного аэронавигационного управления Белаэронавигация. Как утверждается в обвинительных документах, Чуро лично сообщил о ложной угрозе взрыва персоналу минского центра управления воздушным движением ещё до того, как рейс вылетел из Афин, и приказал диспетчерам дать указание рейсу отклониться в сторону Минска в ответ на предполагаемую угрозу. Роль Олега Казючица, заместителя гендиректора Белаэронавигации, заключалась в том, чтобы дать указание белорусским авиадиспетчерам о фальсификации отчёта об инциденте, чтобы скрыть фабрикацию угрозы взрыва и исключить роль белорусских спецслужб в управлении этой диверсией[72].

### Сноски
1. ↑  МВД Белоруссии подтвердило задержание создателя Telegram-канала NEXTA. Lenta.ru (23 мая 2021). Дата обращения: 2 июля 2021. Архивировано 26 мая 2021 года.
2. ↑  Самолёт Ryanair экстренно посадили в Минске. Самое важное. Onliner.by (23 мая 2021). Дата обращения: 2 июля 2021. Архивировано 23 мая 2021 года.
3. ↑  Tim Lister. Belarus activist arrested after fighter jet intercepts his Ryanair flight (англ.). CNN. Дата обращения: 23 мая 2021. Архивировано 24 мая 2021 года.
4. ↑  Belarus accused of ‘unprecedented act of state terrorism’ after flight diverted and activist arrested Архивная копия от 25 мая 2021 на Wayback Machine, by Politico.
5. 1 2 3  В Минске задержали девушку Романа Протасевича: её не оказалось на борту Ryanair, когда самолёт приземлился в Вильнюсе Архивная копия от 24 мая 2021 на Wayback Machine, 23 мая 2021 года.
6. 1 2 3  Kaminski-Morrow, David. Political leaders outraged as Belarus ‘forces’ Ryanair 737 diversion to Minsk (англ.). Flight Global. Дата обращения: 23 мая 2021. Архивировано 23 мая 2021 года.
7. ↑  Hradecky, Simon. Incident: Ryanair Sun B738 near Minsk on May 23rd 2021, Greece calls diversion states hijack (англ.). The Aviation Herald (23 мая 2021). Дата обращения: 24 мая 2021. Архивировано 24 мая 2021 года.
8. ↑  Письмо о бомбе на борту Ryanair пришло позже, чем диспетчеры сообщили экипажу об угрозе Архивная копия от 31 мая 2021 на Wayback Machine, BBC, 27.05.2021.
9. ↑  Опубликованы переговоры минского диспетчера с пилотом Ryanair. Полная расшифровка. Газета.Ru. Дата обращения: 26 мая 2021. Архивировано 25 мая 2021 года.
10. 1 2  Глава Ryanair рассказал, как диспетчеры в Минске давили на пилота самолёта, заставляя его сесть, и отказывались связать с компанией Архивная копия от 15 июня 2021 на Wayback Machine. Настоящее время, 15.06.2021
11. 1 2  Глава Ryanair рассказал о «значительном давлении» на пилота самолёта для посадки в Минске Архивная копия от 15 июня 2021 на Wayback Machine. Телеканал «Дождь», 15.06.2021
12. ↑  NYT: диспетчер, посадивший в Минске самолёт с Протасевичем, назвал это операцией КГБ. Znak.com. Дата обращения: 9 декабря 2021. Архивировано 9 декабря 2021 года.
13. ↑  The New York Times: диспетчер, посадивший самолет с Романом Протасевичем в Минске, назвал это операцией КГБ. Meduza. Дата обращения: 9 декабря 2021. Архивировано 8 декабря 2021 года.
14. ↑  Польша опубликовала запись разговора пилота и белорусского диспетчера перед посадкой самолёта Ryanair. Команды диктует третий голос Архивная копия от 12 декабря 2021 на Wayback Machine. The Insider, 10.12.2021
15. ↑  Польша обнародовала запись переговоров до посадки лайнера с Протасевичем Архивная копия от 12 декабря 2021 на Wayback Machine. РБК, 11.12.2021
16. ↑  На борту самолёта, экстренно посаженного в Минске, был Роман Протасевич (бел.). People Onliner. Дата обращения: 23 мая 2021. Архивировано 23 мая 2021 года.
17. ↑  У аэрапорце «Мінск» затрыманы блогера Раман Пратасевіч (бел.). Spring 96. Дата обращения: 23 мая 2021. Архивировано 23 мая 2021 года.
18. ↑  Минобороны Белоруссии подтвердило, что для сопровождения лайнера Ryanair был поднят МиГ-29 Архивная копия от 2 июня 2021 на Wayback Machine. ТАСС, 23.05.2021.
19. 1 2 3  Ложь о бомбе в самолёте Ryanair была преднамеренной. Что говорится в докладе ICAO. Дата обращения: 5 февраля 2022. Архивировано 5 февраля 2022 года.
20. ↑  Belarus opposition says government forced Ryanair plane to land to arrest journalist (англ.). Deutsche Welle (23 мая 2021). Дата обращения: 23 мая 2021. Архивировано 23 мая 2021 года.
21. ↑  У аэрапорце Мінска, рэзка змяніўшы курс, прызямліўся самалёт Афіны—Вільня — на борце быў Раман Пратасевіч (бел.). nn.by. Дата обращения: 23 мая 2021. Архивировано 23 мая 2021 года.
22. ↑  СМИ: команду принять в Минске «заминированный» самолёт Ryanair дал лично Лукашенко Архивная копия от 25 мая 2021 на Wayback Machine. ТАСС.
23. ↑  Lukashenko’s air piracy must be punished Архивная копия от 25 мая 2021 на Wayback Machine. Financial Times, 24 мая 2021, с. 18.
24. ↑  Greek Scientist Stayed in Minsk After Forced Ryanair Landing (англ.). www.bloomberg.com. Дата обращения: 31 мая 2021. Архивировано 27 мая 2021 года.
25. ↑  Встречать рейс из Минска приехала премьер Литвы Архивная копия от 24 мая 2021 на Wayback Machine.
26. ↑  Seputyte, Milda; Dendrinou, Viktoria.: . How Belarus Snatched a Dissident Off a Ryanair Plane From Greece (англ.). bloomberg.com (23 мая 2021). Дата обращения: 24 мая 2021. Архивировано 24 мая 2021 года.
27. ↑  Belarus diverts plane to arrest journalist, says opposition (англ.). Deutsche Welle (23 мая 2021). Дата обращения: 23 мая 2021. Архивировано 23 мая 2021 года.
28. 1 2  Софью Сапегу и Романа Протасевича перевели под домашний арест Архивная копия от 23 мая 2022 на Wayback Machine Русская служба BBC. 25.06.2021
29. ↑  Протасевич рассказал, что ему изменили меру пресечения Архивная копия от 23 мая 2022 на Wayback Machine. РИА «Новости», 24.01.2022
30. 1 2  Главное в Беларуси за неделю Архивная копия от 23 мая 2022 на Wayback Machine. Русская служба BBC, 13.05.2022 г.
31. ↑  Лукашенко помиловал Протасевича. РБК (22 мая 2023). Дата обращения: 1 августа 2023. Архивировано 17 июня 2023 года.
32. ↑  Девушку задержанного создателя NEXTA поместили в изолятор в Минске Архивная копия от 24 мая 2021 на Wayback Machine, 24 мая 2021.
33. ↑  Россиянку Софию Сапегу арестовали в Белоруссии на 2 месяца. Московский комсомолец (25 мая 2021). Дата обращения: 2 июля 2021. Архивировано 26 мая 2021 года.
34. ↑  Родители задержанной в Минске россиянки Софьи Сапеги сообщили, что девушка находится в изоляторе на Окрестина. Новая газета (24 мая 2021). Дата обращения: 2 июля 2021. Архивировано 24 мая 2021 года.
35. ↑  Александр Лукашенко помиловал россиянку Софью Сапегу. Meduza (7 июня 2023). Дата обращения: 1 августа 2023. Архивировано 1 августа 2023 года.
36. ↑  Stephen McNeice. Ryanair's Michael O'Leary: Forced landing in Belarus was 'state-sponsored hijacking' (англ.). Newstalk (24 мая 2021). Дата обращения: 2 июля 2021. Архивировано 1 июля 2021 года.
37. ↑  Лукашенко впервые прокомментировал посадку самолёта Ryanair в Минске. РБК. Дата обращения: 2 июля 2021. Архивировано 17 июня 2021 года.
38. ↑  Jens_Stoltenberg. Closely monitoring forcible landing in #Belarus of flight to Vilnius & reported detention of opposition figure Roman Protasevich. This is a serious & dangerous incident which requires international investigation. Belarus must ensure safe return of crew & all passengers. [твит] (англ.). Твиттер (23 мая 2021).
39. ↑  ICAO [icao]. ICAO is strongly concerned by the apparent forced landing of a Ryanair flight and its passengers, which could be in contravention of the Chicago Convention. We look forward to more information being officially confirmed by the countries and operators concerned. [твит] (англ.). Твиттер (23 мая 2021).
40. ↑  RSF_ru. Этот случай может показаться невероятным, но на самом деле он чрезвычайно серьёзен. Угон самолёта для ареста журналиста — это государственное вероломство в высшей степени. Мы ожидаем, что международное сообщество введёт санкции, соизмеримые с этим вероломством. [твит]. Твиттер (23 мая 2021).
41. ↑  В Европе назвали «государственным терроризмом» задержание борта Ryanair Белоруссией Архивная копия от 24 мая 2021 на Wayback Machine, 23.05.2021.
42. ↑  JosepBorrellF. We hold the government of Belarus responsable for the security of all passengers and the aircraft. ALL passengers must be able to continue their travel immediately. (2/2). [твит] (англ.). Твиттер (23 мая 2021).
43. ↑  eucopresident. Very concerned regarding reports of a forced landing of #Ryanair flight in Minsk. We call on Belarus authorities to immediately release the flight and all its passengers. An #ICAO investigation of the incident will be essential. [твит] (англ.). Твиттер (23 мая 2021).
44. 1 2 3 4  Belarus 'diverts Ryanair flight to arrest journalist', says opposition. BBC News (23 мая 2021). Дата обращения: 23 мая 2021. Архивировано 23 мая 2021 года.
45. ↑  Belarus forces Ryanair plane bound for Vilnius to land, infuriating Lithuania. Reuters (23 мая 2021). Дата обращения: 23 мая 2021. Архивировано 24 мая 2021 года.
46. ↑  Oro uoste Minske nutupdyto lėktuvo keleivius sutikusi Šimonytė: tai negali likti be atsako. LRT (23 мая 2021). Дата обращения: 23 мая 2021. Архивировано 23 мая 2021 года.
47. ↑  Генпрокуратура Литвы начала расследование захвата самолёта Ryanair Архивная копия от 24 мая 2021 на Wayback Machine, 23.05.2021
48. ↑  Литва перестанет принимать рейсы с маршрутом над Белоруссией Архивная копия от 24 мая 2021 на Wayback Machine, 24 мая 2021
49. ↑  Генпрокуратура Польши начала расследование по факту «принуждения самолёта Ryanair к приземлению в Минске». Дата обращения: 24 мая 2021. Архивировано 1 февраля 2022 года.
50. ↑  Глава Ryanair назвал посадку самолёта в Беларуси «угоном, спонсируемым государством». Дата обращения: 24 мая 2021. Архивировано 24 мая 2021 года.
51. ↑  Statement by President Joe Biden on Diversion of Ryanair Flight and Arrest of Journalist in Belarus (Press release) (англ.). Белый дом. 24 мая 2021. Архивировано 2 июня 2021. Дата обращения: 25 мая 2021.
52. ↑  Блинкен осудил Минск за инцидент с самолётом Ryanair Архивная копия от 24 мая 2021 на Wayback Machine, 24.05.2021
53. ↑  Hannah Ziady. Airlines are avoiding Belarus after 'state-sponsored hijacking' of Ryanair flight. (англ.). CNN. Дата обращения: 24 мая 2021. Архивировано 24 мая 2021 года.
54. ↑  Архивированная копия. Дата обращения: 24 мая 2021. Архивировано 24 мая 2021 года.
55. ↑  Украина потребовала от Минска освободить Протасевича Архивная копия от 24 мая 2021 на Wayback Machine, 23.05.2021
56. ↑  Зеленский поручил прекратить авиасообщение с Белоруссией. РИА «Новости». Архивировано 24 мая 2021. Дата обращения: 24 мая 2021 — www.ria.ru.
57. ↑  Украина полностью остановила авиасообщение с Белоруссией. Известия. 24 мая 2021. Архивировано 24 мая 2021. Дата обращения: 24 мая 2021.
58. ↑  [eadaily.com/ru/news/2021/05/24/slovakiya-vyrazila-nedovolstvo-deystviyami-belorussii Словакия выразила недовольство действиями Белоруссии]. 24 мая 2021. Архивировано 24 мая 2021. Дата обращения: 24 мая 2021. {{cite news}}: Проверьте значение  |url= (справка)
59. ↑  МИД Чехии вызвал посла Белоруссии из-за инцидента с самолётом Ryanair. РИА Новости. 24 мая 2021. Архивировано 24 мая 2021. Дата обращения: 24 мая 2021.
60. ↑  «Нужна твёрдая реакция европейцев»: Глава МИД Франции обвинил Минск в угоне «боинга» Ryanair. Дата обращения: 24 мая 2021. Архивировано 24 мая 2021 года.
61. ↑  MiguelBergerAA. We need an immediate explanation by the Government of #Belarus on the diversion of a Ryan Air flight within the EU to Minsk and the alleged detention of a journalist. [твит]. Твиттер (23 мая 2021).
62. ↑  Sophie_Wilmes. The announcement of the forced landing of a Ryanair plane in #Minsk and the arrest of Mr Protassevich require immediate clarification. Simply unacceptable. We are following this very closely. Also concerned about the situation of other passengers. #Belarus. [твит]. Твиттер (23 мая 2021).
63. ↑  МИД Болгарии: Принудительная посадка самолёта Ryanair в Минске – серьезное нарушение международных норм. rus.bg. Дата обращения: 25 мая 2021. Архивировано 25 мая 2021 года.
64. ↑  Официальный флаг Беларуси у рижской гостиницы заменён на исторический бело-красно-белый. Delfi. Архивировано 1 февраля 2022. Дата обращения: 24 мая 2021 — www.rus.delfi.lv.
65. ↑  Георгий Горностаев. Президент Латвии поддержал снятие флагов на чемпионате мира по хоккею. Чемпионат (25 мая 2021). Дата обращения: 25 мая 2021. Архивировано 25 мая 2021 года.
66. ↑  Мэр Риги решил убрать флаги Международной федерации хоккея из-за ее претензий к бело-красно-белому триколору Беларуси. Новая газета (25 мая 2021). Дата обращения: 25 мая 2021. Архивировано 25 мая 2021 года.
67. ↑  В Латвии предложили взять в заложники белорусскую хоккейную команду Архивная копия от 25 мая 2021 на Wayback Machine // РИА Новости, 25.05.2021.
68. ↑  Латвийский депутат предложил взять в заложники сборную Беларуси по хоккею Архивная копия от 25 мая 2021 на Wayback Machine // Открыто.lv, 25.05.2021.
69. 1 2 3  Belarus plane: What happens with a military jet interception? BBC (24 мая 2021). Дата обращения: 25 мая 2021. Архивировано 25 мая 2021 года.
70. 1 2  Глава Ryanair обвинил власти Беларуси в «воздушном пиратстве» Архивная копия от 25 мая 2021 на Wayback Machine, 24 мая 2021.
71. ↑  Власти Беларуси вынудили рейс Ryanair сесть в Минске. На борту был экс-редактор протестного канала Nexta, он задержан. BBC News Русская служба. 23 мая 2021. Архивировано 24 мая 2021. Дата обращения: 24 мая 2021. {{cite news}}: Указан более чем один параметр |website= and |newspaper= (справка)
72. 1 2  Минюст США предъявил белорусским чиновникам обвинения в воздушном пиратстве Архивная копия от 21 января 2022 на Wayback Machine, Русская служба «Голоса Америки», 21.01.2022
73. ↑  US charges four Belarus officials with aircraft piracy over flight diversion Архивная копия от 21 января 2022 на Wayback Machine. BBC, 21.01.2022
74. ↑  Be opozicionieriaus ir jo draugės į Lietuvą negrįžo ir dar keturi lėktuvo keleiviai: kas jie – kol kas mįslė (лит.). DELFI. Дата обращения: 23 мая 2021. Архивировано 23 мая 2021 года.
75. ↑  Belarusian Journalist Arrested After His Flight Diverted To Minsk After False Bomb Threat (англ.). Radio Free Europe. Дата обращения: 23 мая 2021. Архивировано 23 мая 2021 года.
76. ↑  «Это операция спецслужб». Подняли в небо МИГ-29, прервали авиарейс, чтобы задержать журналиста? Дата обращения: 24 мая 2021. Архивировано 23 мая 2021 года.
77. ↑  Павел Мерзликин. В Минске задержали бывшего главреда Nexta Романа Протасевича. Самолёт, на котором он летел, экстренно посадили в Белоруссии из-за сообщения о бомбе. Решение о посадке принял лично Лукашенко, чтобы «защитить Европу». Meduza (23 мая 2021). Дата обращения: 24 мая 2021. Архивировано 24 мая 2021 года.
78. ↑  В Греции заявили об отсутствии свидетельств нахождения «агентов» в самолёте с Протасевичем Архивная копия от 5 июня 2021 на Wayback Machine, 27 мая 2021.
79. ↑  'Hamas bomb threat' email Lukashenko blamed for hijacking Ryanair jet 'was sent 27 minutes AFTER plane was forced to land' Архивная копия от 27 мая 2021 на Wayback Machine, 27 May 2021.
80. ↑  В МВД Греции рассказали о слежке за Протасевичем силовиков с российскими паспортами Архивная копия от 4 июня 2021 на Wayback Machine, 04.06.2021.
81. ↑  Belarusian or Russian Agents ‘Stalked’ Roman Protasevich During His Holiday in Greece Архивная копия от 5 июня 2021 на Wayback Machine.
82. ↑  Бывшего главреда телеграм-канала Nexta Романа Протасевича задержали в Минске, посадив самолёт. Что об этом известно Архивная копия от 24 мая 2021 на Wayback Machine.
83. ↑  EU Outrage as Belarus Diverts Flight, Arrests Opposition Activist (англ.). The Moscow Times (23 мая 2021). Дата обращения: 23 мая 2021. Архивировано 23 мая 2021 года.
84. ↑  Prievarta Minske nutupdytame lėktuve buvę lietuviai cituoja paskutinius Protasevičiaus žodžius: sakė, čia jo laukia mirties bausmė Архивная копия от 24 мая 2021 на Wayback Machineлит. {{{1}}}.
85. ↑  Роман Протасевич задержан после экстренной посадки самолёта в минском аэропорту Архивная копия от 24 мая 2021 на Wayback Machine, 18:43. 23 мая 2021.
86. ↑  Команду принять в Минске «заминированный» самолёт Ryanair дал лично Лукашенко (бел.). BelTA. Дата обращения: 23 мая 2021. Архивировано 23 мая 2021 года.
87. ↑  Основатель Nexta Протасевич задержан в аэропорту Минска. Коммерсантъ. Дата обращения: 23 мая 2021. Архивировано 23 мая 2021 года.
88. ↑  Ryanair: об угрозе в самолёте с экс-главредом NEXTA на борту сообщили диспетчеры из Беларуси. Новая газета. Дата обращения: 23 мая 2021. Архивировано 23 мая 2021 года.
89. 1 2  «Откуда пришла рекомендация перенаправить нас в Минск?» Минтранс Беларуси опубликовал переговоры диспетчера и пилотов перехваченного рейса Ryanair Архивная копия от 25 мая 2021 на Wayback Machine. Новая газета, 25.05.2021.
90. ↑  Бывшего главреда телеграм-канала Nexta Романа Протасевича задержали в Минске, посадив самолёт. Что об этом известно. Current Time. Дата обращения: 23 мая 2021. Архивировано 23 мая 2021 года.
91. ↑  Экс-главреда телеграм-канала NEXTA Романа Протасевича задержали в Беларуси Архивная копия от 23 мая 2021 на Wayback Machine.
92. ↑  В Ryanair заявили об указании Беларуси посадить самолёт с Протасевичем в Минске Архивная копия от 23 мая 2021 на Wayback Machine.
93. ↑  Original post on Facebook Архивная копия от 23 мая 2021 на Wayback Machine[прояснить].
94. ↑  «Был ли это акт терроризма, покажут расшифровки». Как действовать пилотам, если они вне политики Архивная копия от 24 мая 2021 на Wayback Machine.
95. ↑  Минобороны о хронологии полёта истребителя: «Никакого принуждения к посадке самолёта RyanAir не было» Архивная копия от 24 мая 2021 на Wayback Machine.
96. ↑  Belarus points to Hamas bomb threat in plane diversion, Hamas rejects claim Архивная копия от 26 мая 2021 на Wayback Machine (англ.).
97. ↑  Лукашенко прокомментировал инцидент с самолетом Афины-Вильнюс и раскрыл новые подробности Архивная копия от 3 июня 2021 на Wayback Machine.
98. ↑  Об инциденте с аварийной посадкой самолёта компании RyanAir Архивная копия от 25 мая 2021 на Wayback Machine на сайте департамента по авиации министерства транспорта и коммуникаций республики Беларусь.
99. ↑  Белоруссия опубликовала стенограмму переговоров с пилотом Ryanair. РБК (25 мая 2021). Дата обращения: 2 июля 2021. Архивировано 26 июня 2021 года.
100. ↑  Разоблачаем фейк Лукашенко. Расследование Досье на YouTube.
101. ↑  Швейцарский ХАМАС. Нестыковки в «террористической» версии белорусских властей. Дата обращения: 26 мая 2021. Архивировано 26 мая 2021 года.
102. ↑  The Daily Beast и «Досье»: минский аэропорт получил письмо с угрозой взрыва самолёта Ryanair после сообщения властей Архивная копия от 27 мая 2021 на Wayback Machine. Телеканал «Дождь», 27.05.2021.
103. ↑  Proton: сообщение о бомбе на борту Ryanair отправили уже после поворота судна на Минск. Znak.com (27 мая 2021). Дата обращения: 2 июля 2021. Архивировано 27 мая 2021 года.
104. ↑  Почтовый сервис ProtonMail назвал время отправки письма о бомбе в самолёте Ryanair. Forbes (27 мая 2021). Дата обращения: 2 июля 2021. Архивировано 5 июня 2021 года.
105. ↑  NYT: авиадиспетчер аэропорта в Минске в эмиграции рассказал детали операции КГБ по посадке рейса Ryanair с Протасевичем и Сапегой Архивная копия от 5 февраля 2022 на Wayback Machine. Новая газета, 08.12.2021
106. ↑  Belarus Poland Ryanair plane dissident Архивная копия от 5 февраля 2022 на Wayback Machine. The New York Times, 08.12.2021
107. ↑  СК Беларуси заявил о монтаже записи переговоров диспетчеров и пилота Ryanair, которую опубликовала Польша Архивная копия от 12 января 2022 на Wayback Machine. Телеканал «Дождь», 12.01.2022
108. ↑  Посадивший самолёт Ryanair в Минске диспетчер уехал с семьёй из Белоруссии Архивная копия от 6 февраля 2022 на Wayback Machine. Lenta.ru, 26.07.2021
109. ↑  Эксперт CNN: закрыв воздушное пространство, Минск создаст проблемы для авиасообщения в Европе Архивная копия от 2 июня 2021 на Wayback Machine, 25 мая 2021
110. ↑  J. C. Cooper. National Satus of Aircraft, J. Air Law and Commerce. Дата обращения: 8 августа 2021. Архивировано 8 августа 2021 года.
111. ↑  Encyclopaedia Britannica. Дата обращения: 8 августа 2021. Архивировано 8 августа 2021 года.
112. ↑  Bloomberg: Новые ограничительные меры ЕС в отношении Белоруссии могут включать запрет наземных транзитных перевозок. Архивная копия от 24 мая 2021 на Wayback Machine. Эхо Москвы, 24 мая 2021 г.
113. ↑  «Пока не станет демократической»: глава Еврокомиссии объявила о заморозке экономической помощи Беларуси на 3 млрд евро Архивная копия от 24 мая 2021 на Wayback Machine. Новая газета, 24 мая 2021
114. ↑  Саммит ЕС решил закрыть небо Европы для белорусских авиакомпаний Архивная копия от 25 мая 2021 на Wayback Machine. Новая газета, 24 мая 2021
115. ↑  Польша закрыла воздушное пространство своей страны для белорусских авиакомпаний Архивная копия от 8 июня 2021 на Wayback Machine. Новая газета, 26 мая 2021
116. ↑  Reuters: ЕС запретит полёты над Белоруссией с 5 июня Архивная копия от 4 июня 2021 на Wayback Machine. Коммерсантъ, 04.06.2021
117. ↑  Dominic Raab. Raab/status/1396506923214807041 The UK is alarmed by reports of the arrest of @nexta_tv journalist Roman Protasevich & circumstances that led to his flight being forced to land in Minsk. We are coordinating with our allies. This outlandish action by Lukashenko will have serious implications. [твит]. Твиттер (23 мая 2021).
118. ↑  Великобритания первой из европейских стран отказалась принимать рейсы «Белавиа» Архивная копия от 24 мая 2021 на Wayback Machine. Новая газета, 24 мая 2021
119. ↑  Британия первой из стран Европы запретила рейсы белорусской государственной авиакомпании Архивная копия от 24 мая 2021 на Wayback Machine. Открытые медиа, 24.05.2021
120. ↑  Официальный флаг Беларуси у рижской гостиницы заменён на исторический бело-красно-белый. Delfi. Архивировано 1 февраля 2022. Дата обращения: 24 мая 2021 — www.rus.delfi.lv.
121. ↑  Белоруссия высылает почти всех сотрудников посольства Латвии Архивная копия от 24 мая 2021 на Wayback Machine. Ведомости, 24.05.2021
122. ↑  Власти Беларуси предложили послу Латвии покинуть страну. Рига заявила об ответной высылке дипломатов Архивная копия от 24 мая 2021 на Wayback Machine. Новая газета, 24 мая 2021
123. ↑  США объявили о санкциях против Белоруссии после инцидента с Ryanair Архивная копия от 29 мая 2021 на Wayback Machine. Интерфакс, 29.05.2021
124. ↑  США приостановят соглашение с Белоруссией об авиасообщении Архивная копия от 29 мая 2021 на Wayback Machine. МБХ медиа, 29.05.2021
125. ↑  США объявили о введении новых санкций и закрытии авиасообщения с Белоруссией Архивная копия от 29 мая 2021 на Wayback Machine, 29 мая 2021
126. ↑  Депутат Мосгордумы потребовал от главы СК возбудить уголовное дело против Лукашенко. Znak.com. Дата обращения: 29 мая 2021. Архивировано 28 мая 2021 года.
127. ↑  В парламенте Сербии заявили, что не закроют небо для Белоруссии. РИА Новости (7 июня 2021). Дата обращения: 7 июня 2021. Архивировано 7 июня 2021 года.
128. ↑  Страны-нечлены ЕС присоединились к запрету для самолётов «Белавиа». Deutsche Welle (21 июня 2021). Дата обращения: 8 сентября 2021. Архивировано 8 сентября 2021 года.
129. ↑  Таисия Воеводова. ЕС опубликовал четвёртый блок санкций против Беларуси. Что в нём и чем он отличается от остальных? Архивная копия от 25 июня 2021 на Wayback Machine, 21 июня 2021
130. ↑  Евросоюз решил ввести санкции против «Белавиа» и белорусских чиновников из-за рейса Ryanair Архивная копия от 1 июня 2021 на Wayback Machine. Открытые медиа, 01.06.2021
131. ↑  Гуцериев решил покинуть совет директоров «РуссНефти» Архивная копия от 24 июня 2021 на Wayback Machine, 24 июня 2021
132. ↑  Четвёртый пакет санкций в отношении Белоруссии. Главное Архивная копия от 25 июня 2021 на Wayback Machine, 21 июня 2021
133. ↑  Совет ЕС утвердил секторальные санкции против Беларуси Архивная копия от 24 июня 2021 на Wayback Machine, 24.06.2021
134. ↑  Incident: Ryanair Sun B738 near Minsk on May 23rd 2021, Greece calls diversion states hijack. The Aviation Herald. Дата обращения: 31 января 2022. Архивировано 27 января 2022 года.
135. ↑  «Было отправлено шесть анонимных писем»: ИКАО подготовила отчет об экстренной посадке борта Ryanair в Минске Архивная копия от 5 февраля 2022 на Wayback Machine. Новая газета, 18.01.2022
136. ↑  В ИКАО назвали причину посадки Ryanair с Протасевичем на борту в Минске Архивная копия от 5 февраля 2022 на Wayback Machine. РБК, 19.01.2022
137. ↑  Worth, Robert F (23 февраля 2010). Iran captures Sunni insurgent leader Abdolmalek Rigi. The Guardian. Архивировано 7 июня 2017. Дата обращения: 3 мая 2016.
138. ↑  Лукашенко учился у Ирана? Спецоперация по посадке самолёта, в котором над Ираном летел лидер сепаратистов Архивная копия от 26 мая 2021 на Wayback Machine, 24 мая 2021 года